# 莱塔河畔格岑多夫
莱塔河畔格岑多夫是奥地利下奥地利州莱塔河畔布鲁克县的一个市镇。总面积25.37平方公里，总人口1867人，人口密度73.6人/平方公里（2009年）。